# Damernas 100 meter medley vid världsmästerskapen i kortbanesimning 2024
Damernas 100 meter medley vid världsmästerskapen i kortbanesimning 2024 avgjordes den 12 och 13 december 2024 i Donau Arena i Budapest i Ungern.
Guldet togs av amerikanska Gretchen Walsh efter ett lopp på 55,11 sekunder, vilket blev ett nytt världsrekord. Silvret togs av amerikanska Kate Douglass och bronset togs av franska Béryl Gastaldello.

## Rekord
Inför tävlingens start fanns följande världs- och mästerskapsrekord:
|                   | Namn           | Nation | Tid   | Ort                  | Datum           |
| ----------------- | -------------- | ------ | ----- | -------------------- | --------------- |
| Världsrekord      | Gretchen Walsh | USA    | 55,98 | Charlottesville, USA | 18 oktober 2024 |
| Mästerskapsrekord | Katinka Hosszú | Ungern | 56,70 | Doha, Qatar          | 5 december 2014 |

Följande nya rekord noterades under mästerskapet:
| Datum       | Omgång      | Namn           | Nationalitet | Tid   | Rekord     |
| ----------- | ----------- | -------------- | ------------ | ----- | ---------- |
| 12 december | Heat 4      | Gretchen Walsh | USA          | 56,06 | 0MR0       |
| 12 december | Semifinal 2 | Gretchen Walsh | USA          | 55,71 | 0VR0, 0MR0 |
| 13 december | Final       | Gretchen Walsh | USA          | 55,11 | 0VR0, 0MR0 |

## Resultat

### Försöksheat
Försöksheaten startade den 12 december klockan 10:07.
| Placering | Heat | Bana | Namn                     | Nationalitet       | Tid     | Noteringar |
| --------- | ---- | ---- | ------------------------ | ------------------ | ------- | ---------- |
| 1         | 4    | 4    | Gretchen Walsh           | USA                | 56,06   | 0Q0, 0MR0  |
| 2         | 3    | 4    | Kate Douglass            | USA                | 56,98   | 0Q0        |
| 3         | 2    | 3    | Tessa Giele              | Nederländerna      | 57,87   | 0Q0        |
| 4         | 4    | 5    | Mary-Sophie Harvey       | Kanada             | 58,21   | 0Q0        |
| 5         | 4    | 6    | Rebecca Meder            | Sydafrika          | 58,44   | 0Q0, 0AR0  |
| 6         | 2    | 4    | Béryl Gastaldello        | Frankrike          | 58,58   | 0Q0        |
| 7         | 3    | 3    | Diana Petkova            | Bulgarien          | 58,79   | 0Q0        |
| 8         | 3    | 7    | Ellen Walshe             | Irland             | 58,85   | 0Q0        |
| 9         | 2    | 5    | Sydney Pickrem           | Kanada             | 58,92   | 0Q0        |
| 10        | 2    | 6    | Tamara Potocká           | Slovakien          | 58,95   | 0Q0        |
| 11        | 3    | 5    | Louise Hansson           | Sverige            | 59,02   | 0Q0        |
| 12        | 2    | 2    | Helena Gasson            | Nya Zeeland        | 59,14   | 0Q0        |
| 13        | 4    | 1    | Barbora Janíčková        | Tjeckien           | 59,25   | 0Q0, 0NR0  |
| 14        | 3    | 2    | Zheng Huiyu              | Kina               | 59,58   | 0Q0        |
| 15        | 4    | 8    | Fernanda Gomes Celidonio | Brasilien          | 59,78   | 0Q0        |
| 16        | 2    | 1    | Anastasija Kuljasjova    | Neutral Athletes A | 59,82   | 0Q0        |
| 17        | 2    | 7    | Qian Xinan               | Kina               | 1.00,01 | R          |
| =18       | 3    | 6    | Iona Anderson            | Australien         | 1.00,06 | R          |
| =18       | 3    | 8    | Stefanía Gómez           | Colombia           | 1.00,06 | R          |
| 20        | 4    | 2    | Chiara Della Corte       | Italien            | 1.00,14 |            |
| =21       | 3    | 1    | Emma Carrasco            | Spanien            | 1.00,19 |            |
| =21       | 4    | 3    | Lena Kreundl             | Österrike          | 1.00,19 |            |
| 23        | 4    | 0    | Kristen Romano           | Puerto Rico        | 1.00,76 | 0NR0       |
| 24        | 4    | 9    | Maria Romanjuk           | Estland            | 1.00,80 |            |
| 25        | 2    | 8    | Adela Piskorska          | Polen              | 1.01,27 |            |
| 26        | 2    | 0    | Chloe Isleta             | Filippinerna       | 1.01,89 |            |
| 27        | 3    | 9    | Valerie Tarazi           | Palestina          | 1.02,00 |            |
| 28        | 1    | 4    | Tam Hoi Lam              | Hongkong           | 1.02,41 |            |
| 29        | 1    | 2    | Vala Cicero              | Island             | 1.03,06 |            |
| 30        | 4    | 7    | Fanny Teijonsalo         | Finland            | 1.03,27 |            |
| 31        | 2    | 9    | Alexis Margett           | Bolivia            | 1.04,38 |            |
| 32        | 1    | 7    | Wilina Jules-Marthe      | Kap Verde          | 1.05,84 |            |
| 33        | 1    | 6    | Molina Smalley           | Namibia            | 1.06,01 |            |
| 34        | 1    | 5    | Maria Batallones         | Nordmarianerna     | 1.08,46 |            |
| 35        | 1    | 3    | Chloe Ameara             | Vanuatu            | 1.25,47 |            |
|           | 3    | 0    | Lora Komoróczy           | Ungern             | 0DNS0   | 0DNS0      |

### Semifinaler
Semifinalerna startade den 12 december klockan 18:52.
| Placering | Heat | Bana | Namn                     | Nationalitet       | Tid     | Noteringar |
| --------- | ---- | ---- | ------------------------ | ------------------ | ------- | ---------- |
| 1         | 2    | 4    | Gretchen Walsh           | USA                | 55,71   | 0Q0, 0VR0  |
| 2         | 1    | 4    | Kate Douglass            | USA                | 56,88   | 0Q0        |
| 3         | 1    | 5    | Mary-Sophie Harvey       | Kanada             | 57,19   | 0Q0        |
| 4         | 2    | 3    | Rebecca Meder            | Sydafrika          | 57,69   | 0Q0, 0AR0  |
| 5         | 2    | 5    | Tessa Giele              | Nederländerna      | 57,70   | 0Q0        |
| 6         | 1    | 3    | Béryl Gastaldello        | Frankrike          | 57,73   | 0Q0        |
| 7         | 2    | 6    | Diana Petkova            | Bulgarien          | 58,28   | 0Q0        |
| 8         | 2    | 2    | Sydney Pickrem           | Kanada             | 58,47   | 0Q0        |
| 9         | 1    | 6    | Ellen Walshe             | Irland             | 58,55   | R          |
| 10        | 2    | 7    | Louise Hansson           | Sverige            | 58,67   | R          |
| 11        | 1    | 7    | Helena Gasson            | Nya Zeeland        | 58,70   |            |
| =12       | 1    | 2    | Tamara Potocká           | Slovakien          | 59,31   |            |
| =12       | 2    | 1    | Barbora Janíčková        | Tjeckien           | 59,31   |            |
| 14        | 1    | 1    | Zheng Huiyu              | Kina               | 59,34   |            |
| 15        | 2    | 8    | Fernanda Gomes Celidonio | Brasilien          | 59,58   |            |
| 16        | 1    | 8    | Anastasija Kuljasjova    | Neutral Athletes A | 1.00,26 |            |

### Final
Finalen startade den 13 december klockan 18:51.
| Placering | Bana | Namn               | Nationalitet  | Tid   | Noteringar |
| --------- | ---- | ------------------ | ------------- | ----- | ---------- |
| 1         | 4    | Gretchen Walsh     | USA           | 55,11 | 0VR0       |
| 2         | 5    | Kate Douglass      | USA           | 56,49 |            |
| 3         | 7    | Béryl Gastaldello  | Frankrike     | 56,67 | 0NR0       |
| 4         | 3    | Mary-Sophie Harvey | Kanada        | 57,04 |            |
| 5         | 2    | Tessa Giele        | Nederländerna | 57,69 |            |
| 6         | 6    | Rebecca Meder      | Sydafrika     | 58,10 |            |
| 7         | 1    | Diana Petkova      | Bulgarien     | 58,73 |            |
| 8         | 8    | Sydney Pickrem     | Kanada        | 59,07 |            |